# 鴨池公園多目的屋内運動場
鹿児島市鴨池公園多目的屋内運動場（かごしましかもいけこうえんたもくてきおくないうんどうじょう）は、鹿児島県鹿児島市鴨池二丁目にある屋内多目的運動施設である。正式名称は長いので鴨池ドームという愛称で呼ばれている。鹿児島市営の体育施設でありニチガスクリエートが指定管理者として運営管理を行っている。

## 歴史
1972年から2007年までの毎年2月、プロ野球球団ロッテオリオンズ（1992年より千葉ロッテマリーンズ）一軍の春季キャンプ地として近隣の鹿児島県立鴨池野球場及び鴨池市民球場が使用されてきた。しかし各施設が遠距離に分散し老朽化が見られ、雨天時の練習施設、雨天投球練習場やトレーニングマシン施設を欠いているなど改善要望があった。そのため鹿児島市が近隣の市営鴨池公園を改修し、屋外スポーツ用の屋内練習施設・屋内投球練習場・機器トレーニング施設を設置した。しかしキャンプ地の移転は実行され、結果としてこれらの体育施設が残った。現在は上記の両球場及び鹿児島県立鴨池陸上競技場、鹿児島県立鴨池補助競技場などを補完する雨天時練習施設及びトレーニングマシン施設などとして使われている。

## 施設概要
- 同敷地内に鴨池公園広場（土のグラウンド14,635m2、ソフトボール2面or軟式野球1面として利用可能）及び鴨池公園テニスコート（人工芝5面）も存在するが、これらは隣接する鴨池市民球場の管理となっている。

### 屋内運動場
- 50m×60mグラウンド
  - 人工芝
  - フットサル2面orゲートボール4面として使用可能

### 屋内投球練習場
- 3人立ち

### トレーニング室
- 筋力系10機種10台
- 有酸素系4機種12台
- フリーウェイト（バーベル10～160kgオーバー、ダンベル1～40kg）
- ベンチなど（腹筋台、背筋台、ベンチプレス、スクワットラック）
- リラクセーション2機種3台

## 交通アクセス
- バス
  - 市営バス 11番、11－2番、15番、17番、18番線 体育館前バス停下車すぐ
  - 鹿児島交通 バス 騎射場バス停下車徒歩約5分
- 自動車 鴨池市営プール前下車徒歩約5分
  - 駐車場25台、身障者用1台